# Dante Secchi
Pour les articles homonymes, voir Secchi.
Dante Secchi, né le 14 août 1910 à Livourne et mort le 17 février 1981 dans la même ville, est un rameur d'aviron italien.

## Carrière
Dante Secchi remporte en huit la médaille d'argent aux Jeux olympiques d'été de 1936 à Berlin avec Dino Barsotti, Enrico Garzelli, Guglielmo Del Bimbo, Cesare Milani, Enzo Bartolini, Mario Checcacci, Oreste Grossi et Ottorino Quaglierini.